# Mikel Oyarzabal
Mikel Oyarzabal Ugarte (sinh ngày 21 tháng 4 năm 1997) là một cầu thủ bóng đá chuyên nghiệp người Tây Ban Nha hiện đang thi đấu ở vị trí tiền vệ cánh hoặc tiền đạo cho đội tuyển bóng đá quốc gia Tây Ban Nha và là đội trưởng của câu lạc bộ La Liga Real Sociedad.
Anh đã dành toàn bộ sự nghiệp chuyên nghiệp của mình cho Real Sociedad, ra sân hơn 250 lần và ghi hơn 70 bàn thắng. Anh đã giành được Copa del Rey 2019–20 với câu lạc bộ, ghi bàn trong trận chung kết.
Oyarzabal đã có trận ra mắt chính thức cho Đội tuyển bóng đá quốc gia Tây Ban Nha vào năm 2016, đại diện cho đội bóng tại UEFA Euro 2020 và UEFA Euro 2024.

## Thống kê sự nghiệp

### Câu lạc bộ
Tính đến ngày 25 tháng 5 năm 2025
| Câu lạc bộ          | Mùa giải            | Giải đấu            | Giải đấu | Giải đấu | Copa del Rey | Copa del Rey | Châu Âu | Châu Âu | Khác | Khác | Tổng cộng | Tổng cộng |
| Câu lạc bộ          | Mùa giải            | Hạng đấu            | Trận     | Bàn      | Trận         | Bàn          | Trận    | Bàn     | Trận | Bàn  | Trận      | Bàn       |
| ------------------- | ------------------- | ------------------- | -------- | -------- | ------------ | ------------ | ------- | ------- | ---- | ---- | --------- | --------- |
| Real Sociedad B     | 2014–15             | Segunda División B  | 5        | 0        | –            | –            | –       | –       | –    | –    | 5         | 0         |
| Real Sociedad B     | 2015–16             | Segunda División B  | 8        | 3        | –            | –            | –       | –       | –    | –    | 8         | 3         |
| Real Sociedad B     | Tổng cộng           | Tổng cộng           | 13       | 3        | –            | –            | –       | –       | –    | –    | 13        | 3         |
| Real Sociedad       | 2015–16             | La Liga             | 22       | 6        | 2            | 0            | —       | —       | —    | —    | 24        | 6         |
| Real Sociedad       | 2016–17             | La Liga             | 38       | 2        | 5            | 2            | —       | —       | —    | —    | 43        | 4         |
| Real Sociedad       | 2017–18             | La Liga             | 35       | 12       | 2            | 0            | 6       | 2       | —    | —    | 43        | 14        |
| Real Sociedad       | 2018–19             | La Liga             | 37       | 13       | 4            | 1            | —       | —       | —    | —    | 41        | 14        |
| Real Sociedad       | 2019–20             | La Liga             | 37       | 10       | 8            | 3            | —       | —       | —    | —    | 45        | 13        |
| Real Sociedad       | 2020–21             | La Liga             | 33       | 11       | 2            | 1            | 7       | 0       | 1    | 1    | 43        | 13        |
| Real Sociedad       | 2021–22             | La Liga             | 22       | 9        | 5            | 3            | 6       | 3       | —    | —    | 33        | 15        |
| Real Sociedad       | 2022–23             | La Liga             | 23       | 4        | 3            | 0            | 2       | 0       | —    | —    | 28        | 4         |
| Real Sociedad       | 2023–24             | La Liga             | 33       | 9        | 4            | 3            | 7       | 2       | —    | —    | 44        | 14        |
| Real Sociedad       | 2024–25             | La Liga             | 35       | 9        | 6            | 4            | 12      | 5       | —    | —    | 53        | 18        |
| Real Sociedad       | Tổng cộng           | Tổng cộng           | 315      | 85       | 41           | 17           | 40      | 12      | 1    | 1    | 397       | 115       |
| Tổng cộng sự nghiệp | Tổng cộng sự nghiệp | Tổng cộng sự nghiệp | 328      | 88       | 41           | 17           | 40      | 12      | 1    | 1    | 410       | 118       |

1. 1 2 3 4 5  Số lần ra sân tại UEFA Europa League
2. ↑  Một lần ra sân và một bàn thắng tại trận chung kết Copa del Rey 2020 (diễm ra vào năm 2021)
3. ↑  Số lần ra sân tại Supercopa de España
4. ↑  Số lần ra sân tại UEFA Champions League

### Quốc tế
Tính đến ngày 8 tháng 6 năm 2025
| Đội tuyển quốc gia | Năm       | Trận | Bàn |
| ------------------ | --------- | ---- | --- |
| Tây Ban Nha        | 2016      | 1    | 0   |
| Tây Ban Nha        | 2019      | 6    | 2   |
| Tây Ban Nha        | 2020      | 4    | 2   |
| Tây Ban Nha        | 2021      | 10   | 2   |
| Tây Ban Nha        | 2023      | 5    | 1   |
| Tây Ban Nha        | 2024      | 15   | 6   |
| Tây Ban Nha        | 2025      | 4    | 3   |
| Tổng cộng          | Tổng cộng | 45   | 16  |

Tính đến ngày 8 tháng 6 năm 2025 Bàn thắng và kết quả của Tây Ban Nha được để trước.
| #  | Ngày                 | Địa điểm                                                       | Số trận | Đối thủ     | Bàn thắng | Đối thủ              | Giải đấu                                |
| -- | -------------------- | -------------------------------------------------------------- | ------- | ----------- | --------- | -------------------- | --------------------------------------- |
| 1  | 10 tháng 6 năm 2019  | Sân vận động Santiago Bernabéu, Madrid, Tây Ban Nha            | 2       | Thụy Điển   | 3–0       | 3–0                  | Vòng loại UEFA Euro 2020                |
| 2  | 18 tháng 11 năm 2019 | Sân vận động Metropolitano, Madrid, Tây Ban Nha                | 7       | România     | 5–0       | 5–0                  | Vòng loại UEFA Euro 2020                |
| 3  | 10 tháng 10 năm 2020 | Sân vận động Alfredo Di Stéfano, Madrid, Tây Ban Nha           | 8       | Thụy Sĩ     | 1–0       | 1–0                  | UEFA Nations League 2020–21             |
| 4  | 17 tháng 11 năm 2020 | Sân vận động La Cartuja, Seville, Tây Ban Nha                  | 11      | Đức         | 6–0       | 6–0                  | UEFA Nations League 2020–21             |
| 5  | 28 tháng 6 năm 2021  | Sân vận động Parken, Copenhagen, Đan Mạch                      | 17      | Croatia     | 5–3       | 5–3 (s.h.p.)         | UEFA Euro 2020                          |
| 6  | 10 tháng 10 năm 2021 | San Siro, Milan, Ý                                             | 21      | Pháp        | 1–0       | 1–2                  | Vòng chung kết UEFA Nations League 2021 |
| 7  | 16 tháng 11 năm 2023 | Sân vận động Alphamega, Limassol, Síp                          | 26      | Síp         | 2–0       | 3–1                  | Vòng loại UEFA Euro 2024                |
| 8  | 5 tháng 6 năm 2024   | Sân vận động Nuevo Vivero, Badajoz, Tây Ban Nha                | 29      | Andorra     | 2–0       | 5–0                  | Giao hữu                                |
| 9  | 5 tháng 6 năm 2024   | Sân vận động Nuevo Vivero, Badajoz, Tây Ban Nha                | 29      | Andorra     | 3–0       | 5–0                  | Giao hữu                                |
| 10 | 5 tháng 6 năm 2024   | Sân vận động Nuevo Vivero, Badajoz, Tây Ban Nha                | 29      | Andorra     | 4–0       | 5–0                  | Giao hữu                                |
| 11 | 8 tháng 6 năm 2024   | Sân vận động Mallorca Son Moix, Palma de Mallorca, Tây Ban Nha | 30      | Bắc Ireland | 5–1       | 5–1                  | Giao hữu                                |
| 12 | 14 tháng 7 năm 2024  | Olympiastadion, Berlin, Đức                                    | 37      | Anh         | 2–1       | 2–1                  | UEFA Euro 2024                          |
| 13 | 15 tháng 11 năm 2024 | Sân vận động Parken, Copenhagen, Đan Mạch                      | 41      | Đan Mạch    | 1–0       | 2–1                  | UEFA Nations League 2024–25             |
| 14 | 23 tháng 3 năm 2025  | Sân vận động Mestalla, Valencia, Tây Ban Nha                   | 43      | Hà Lan      | 1–0       | 3–3 (s.h.p.) (5–4 p) | UEFA Nations League 2024–25             |
| 15 | 23 tháng 3 năm 2025  | Sân vận động Mestalla, Valencia, Tây Ban Nha                   | 43      | Hà Lan      | 2–1       | 3–3 (s.h.p.) (5–4 p) | UEFA Nations League 2024–25             |
| 16 | 8 tháng 6 năm 2025   | Allianz Arena, Munich, Đức                                     | 45      | Bồ Đào Nha  | 2–1       | 2–2 (s.h.p.) (3–5 p) | Vòng chung kết UEFA Nations League 2025 |